# Allotoca maculata
Allotoca maculata е вид лъчеперка от семейство Goodeidae. Видът е критично застрашен от изчезване.

## Разпространение
Разпространен е в Мексико.

## Описание
На дължина достигат до 6,5 cm.